# Bouchalovy lípy
Bouchalovy lípy jsou skupinou tří významných stromů (plus několika mladých na okraji) u obce Pastviny na Orlickoústecku. Jedná se o lípy malolisté (Tilia cordata) a rostou severozápadně od známé Vejdovy lípy, na křižovatce polních cest při cestě k lesu Sekyří. Z dálky vytvářejí dojem jediného stromu. Podle některých zdrojů jsou lípy geneticky identické a jde tedy o polykormon vzniklý vymlazením kořenů zaniklého stromu. Podle Františka Hrobaře (který tento názor nezastával), se jednalo o lípy malolisté (Tilia cordata), které byly ve 40. letech 20. století asi 110 let staré (dnes ~190 let), dostahovaly výšky 23 metrů a obvodů 276, 180 a 172 centimetrů. Prostřední z lip (rozmístěných jako vrcholy pravoúhlého trojúhelníka) byla nejméně vyvinutá a téměř postrádala korunu. Stromy patřily Josefu Bouchalovi ze statku č. 113.

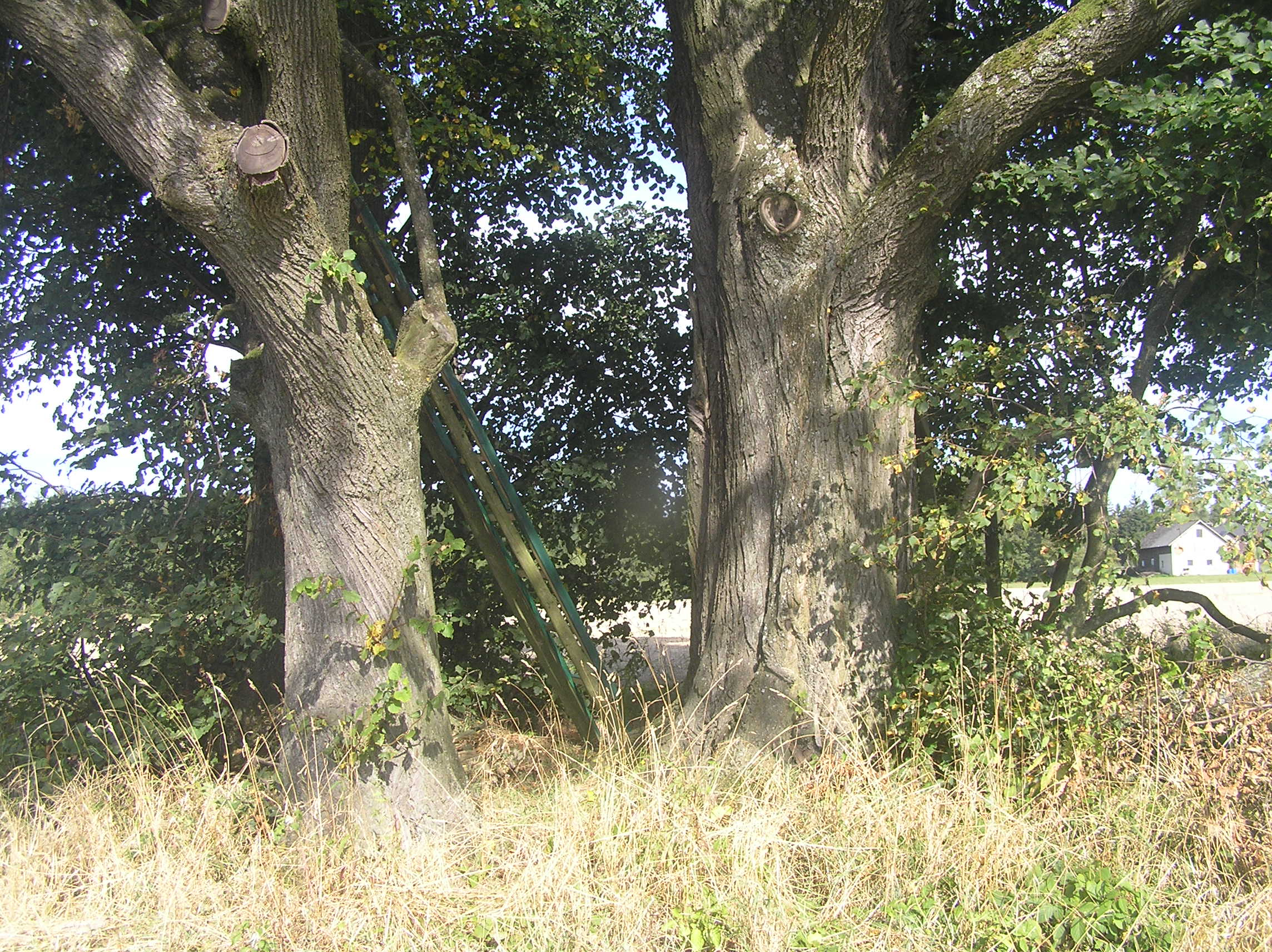
Bouchalovy lípy, detail kmenů

Podle starých příběhů vyznačovala tato lípa jeden z rohů ohrady, kterou zde vybudovali pasáci vrchnosti ze Žampachu po roce 1200. Další dva rohy vyznačovaly památné Vejdovy lípy, u kterých stál původně pastevecký srub.